# 山本さん
山本さん（やまもとさん）は、鹿児島讀賣テレビ (KYT) のマスコットキャラクター。

## 概要
鹿児島県出身、鹿児島読売テレビの開局と共に頑張ってきた鹿児島読売テレビの営業部に所属する生え抜き社員という設定。2010年秋の組織変更で広報PR室長に昇格。体の色は緑であり普通のクマであるので、決してヒトではない。相棒に黄色い小鳥の『穂介』（ほすけ）がいる。
放送中はKYTの地上デジタルテレビジョン放送の局名告知を始め、鹿児島市の広報番組『山本さんがゆく ホットかごしま』（第3日曜日7時30分→第3土曜日10時）や宣伝番組の『番組探サクッ!』、『おどる山本さん天気予報』などに登場している。公式サイト上やデータ放送では随所に登場しており、公式サイトのコンテンツ『広報PR室』が山本さんの情報発信源となっている。
『おどる山本さん天気予報』はCGアニメーションの山本さんが踊る映像を起用した鹿児島ローカルの天気予報。鹿児島読売テレビが開局10周年を迎えた2004年にw-inds.の『SUPER LOVER〜I need you tonight〜』を楽曲に起用して放送開始された。2005年よりQUEENの『KILLER QUEEN』を楽曲に起用したCG映像が放送された。
2009年に生放送で放屁してしまい炎上した。

## 鹿児島県内の他テレビ局のマスコットキャラクター
- NHK鹿児島放送局 - 西郷ななみちゃん
- 南日本放送 - なし
- 鹿児島テレビ放送 - ぽよ
- 鹿児島放送 - プラッピー